# Phạm Xuân Điệp
Phạm Xuân Điệp là một tướng lĩnh trong Quân đội nhân dân Việt Nam, hàm Chuẩn Đô đốc, nguyên là Phó Tư lệnh Quân chủng Hải quân Việt Nam
Ông là người Ninh Bình.

## Thân thế và binh nghiệp
Trước năm 2014, ông là Tư lệnh Bộ Tư lệnh Vùng 2 Hải quân Nhân dân Việt Nam với quân hàm Chuẩn Đô đốc.
Năm 2014, ông được bổ nhiệm giữ chức Phó Tư lệnh Quân chủng Hải quân Việt Nam.
Tháng 9 năm 2015, ông chuyển sang làm Phó Tư lệnh kiêm Tham mưu trưởng Quân chủng Hải quân Việt Nam.
Tháng 1 năm 2017, ông thôi kiêm nhiệm Tham mưu trưởng chuyển sang làm Phó Tư lệnh Quân chủng Hải quân Việt Nam.